# Henry J. Althoff
Henry J. Althoff (* 28. August 1873 in Aviston, Clinton County, Illinois, Vereinigte Staaten; † 3. Juli 1947) war ein US-amerikanischer Geistlicher und römisch-katholischer Bischof von Belleville.

## Leben
Henry J. Althoff empfing am 26. Juli 1902 das Sakrament der Priesterweihe für das Bistum Belleville.
Papst Pius X. ernannte ihn am 4. Dezember 1913 zum Bischof von Belleville. Der Erzbischof von Chicago, James Edward Quigley, spendete ihm am 24. Februar des nächsten Jahres die Bischofsweihe; Mitkonsekratoren waren der Bischof von Rockford, Peter James Muldoon, und Weihbischof Paul Peter Rhode aus Chicago.
Er wurde unter anderem dadurch bekannt, dass er Glücksspiele und Lotterien zu Finanzierung der Arbeit der Kirche verbot und die Gläubigen zu direkten Spenden an Stelle von Gemeindefesten aufrief. Am 15. April 1939 ernannte ihn Papst Pius XII. zum Päpstlichen Thronassistenten.